# 세종과학고등학교
세종과학고등학교(世宗科學高等學校)는 대한민국 서울특별시 구로구 궁동에 위치한 공립 과학고등학교이다. 

## 학교 연혁
- 2008년 3월 1일 : 신정숙 제1대 교장 취임
- 2008년 3월 3일 : 제1회 입학식(167명)
- 2008년 4월 15일 : 개교식
- 2010년 2월 10일 : 제1회 졸업식(1기 조기 졸업 120명)
- 2011년 2월 9일 : 제2회 졸업식(1기 졸업 38명, 2기 조기 졸업 128명) 총 266명
- 2019년 9월 1일 : 홍경희 제5대 교장 취임
- 2022년 2월 17일 : 제13회 졸업식(11기 졸업 94명, 12기 조기 졸업 47명) 총 141명, 누계 1,959명
- 2022년 3월 2일 : 제15회 입학식(161명)

## 설치 학과
- 과학과

## 같이 보기
- 경기과학고등학교
- 서울과학고등학교

## 참고 자료
- 세종과학고등학교 - 한국교육학술정보원 학교알리미